# Waggonfabriek L. Steinfurt
Waggonfabrik L. Steinfurt (вагоностроительный завод Штайнфурт) — машиностроительное предприятие, существовавшее в Кёнигсберге. Выпускало железнодорожные вагоны, а также трамваи и сельскохозяйственные машины. С 1946 года — Калининградский вагоностроительный завод.

## История

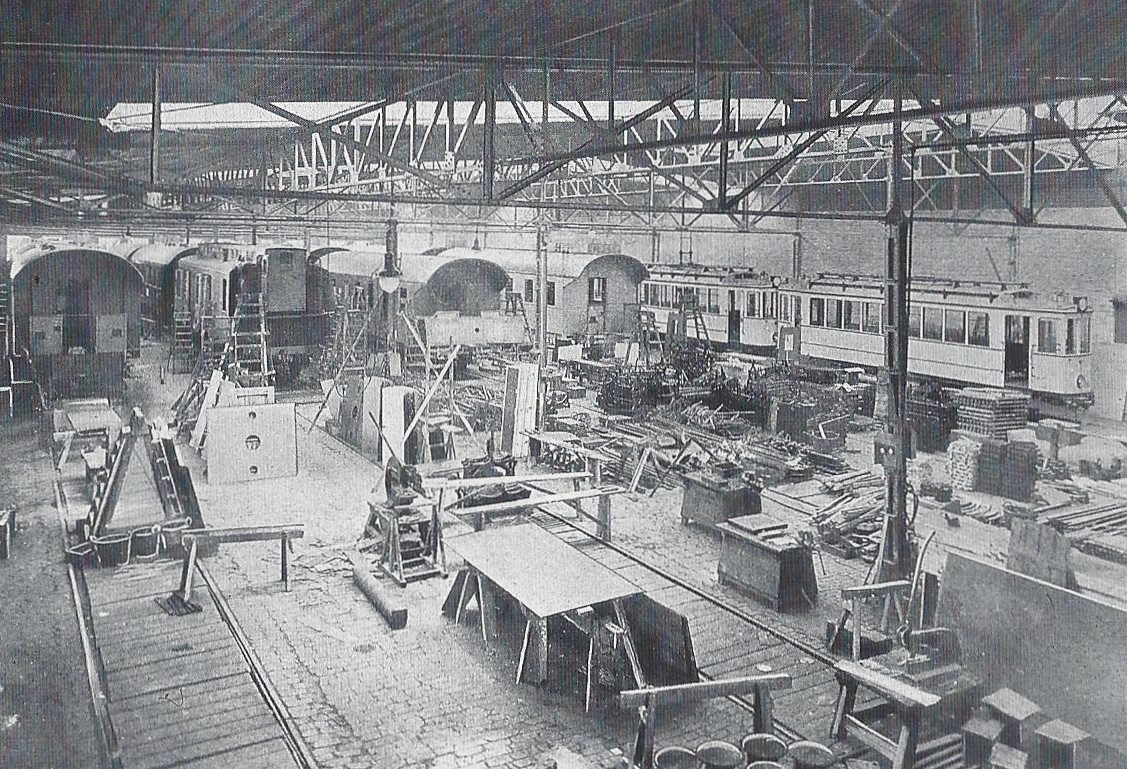
Монтажный цех завода «Штайнфурт», около 1930 года

Основателем предприятия был кёнигсбергский промышленник и предприниматель Леопольд Штайнфурт (нем. Benjamin Leopold Steinfurt). В 1830 году он открыл фабрику, находящуюся на улице Бадергассе (район Альтштадт). Фабрика выпускала пожарные насосы, а также гидравлические прессы, установки для воздушного отопления, сельскохозяйственные машины. В 1841 году предприятие переехало на новое место на улице Вайдендамм (ныне — ул. Октябрьская).
После смерти основателя в 1865 году во главе предприятия встал Йоханн Фридрих Хойманн (нем. Johann Friedrich Hubert Heumann) (более известный, как Фриц). Вскоре после этого завод начал строить железнодорожные вагоны. В 1903 году предприятия купило территорию для строительства нового завода в районе Ратсхоф. Расположение новой производственной площадки были более удобным, поскольку в Ратсхофе была железная дорога. До этого вагоны, выпущенные на заводе на Вайдендамм, приходилось перевозить по улицам города.
В 1946 году на материально-технической базе завода Штайнфурт был создан Калининградский вагоностроительный завод.

## Продукция
Помимо вагонов, завод также выпускал трамвайные вагоны (моторные и прицепные). Уже в 1881 году завод строил вагоны для кёнигсбергской конки. Позднее, в 1899—1902 и 1924—1931 годах завод строил большие серии (несколько десятков) моторных и прицепных трамвайных вагонов для Кёнигсберга. Кроме того, трамваи производства Штанйфурт поставлялись в трамвайные хозяйства Алленштайна (Ольштын) и Эльбинга (Эльблонг).
В 1946 году часть трамваев производства завода Штайнфурт было отправлено из Калининграда в трамвайное хозяйство Симферополя.

## Наследие
Образцы подвижного состава, выпущенные заводом «Штайнфурт», сохранились в нескольких музеях и туристических железных дорогах, как в Германии, так и в других странах. В частности, пассажирские вагоны производства «Штайнфурт» сохранились в железнодорожном музее в Аумюле (Германия) и на исторической железной дороге «Поезд 1900» (Train 1900) в Люксембурге. Также в Калининграде сохранились канализационные люки, произведённые на этом заводе.